# 哈伊馬納
哈伊馬納是土耳其的城鎮，由安卡拉省負責管轄，位於該國北部，距離首都安卡拉72公里，面積2,976平方公里，海拔高度1,259米，2010年人口9,091，大部分居民是庫爾德人。

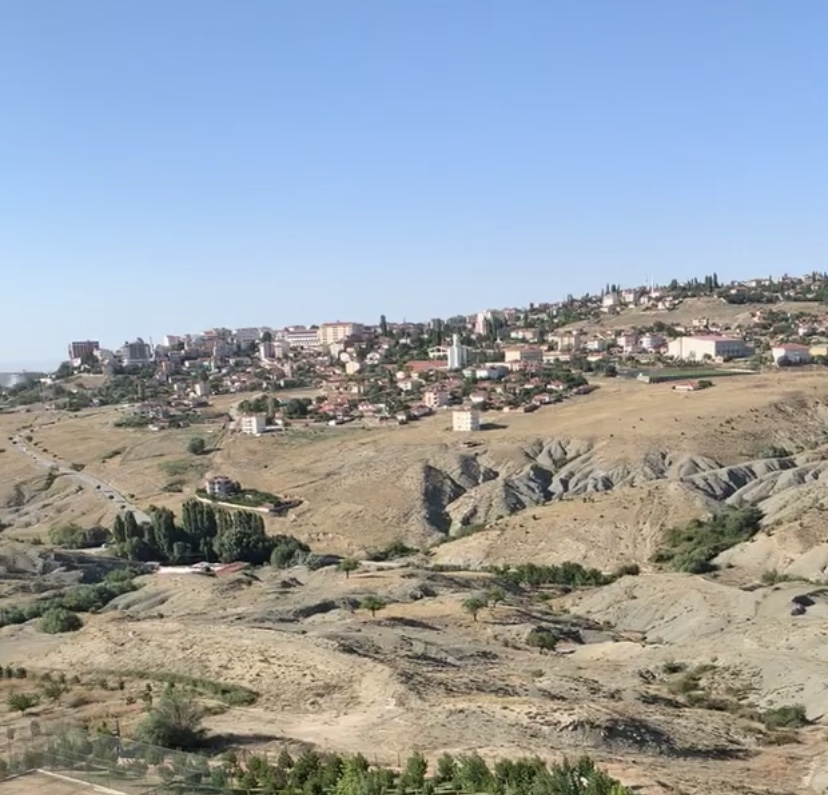
Haymana

## 外部連結
- District governor's official website（页面存档备份，存于） （土耳其文）
- District municipality's official website（页面存档备份，存于） （土耳其文）

39°25′52″N 32°29′44″E / 39.43111°N 32.49556°E